# Розробник відеоігор
Розробник відеоігор — це розробник програмного забезпечення, що спеціалізується на розробці відеоігор — процес та пов’язані дисципліни створення відеоігор. Розробником ігор може бути як одна особа, яка бере на себе всі завдання, так і велике підприємство з розподілом обов’язків між працівниками за сферами діяльності — програмування, дизайн, мистецтво, тестування тощо. Більшість компаній з розробки відеоігор мають фінансову підтримку видавців і, як правило, підтримку маркетингу. Самостійні розробники відомі як незалежні або інді-розробники і зазвичай створюють інді-ігри.
Розробник може спеціалізуватися на певній консолі (наприклад, Wii U від Nintendo, Xbox One від Microsoft, PlayStation 4 від Sony) або розробляти на основі ряду систем (включаючи персональний комп’ютер). Розробники відеоігор спеціалізуються на певних жанрах ігор (таких як рольові відеоігри або шутери від першої особи). Хтось зосереджується на перенесенні гри з однієї системи на іншу, хтось на переклад гри з однієї мови на іншу. Рідше деякі компанії, крім розробки ігор, займаються іншими видами роботи з розробки програмного забезпечення.
Більшість видавців відеоігор підтримують студії розробки (наприклад, Electronic Arts EA Canada, студії Square Enix, Radical Entertainment, Nintendo EAD, що належать Sony Polyphony Digital та Naughty Dog). Однак, оскільки видавничий процес є їх основною діяльністю, їх, як правило, називають «видавцями», а не «розробниками». Розробники також можуть бути приватними (наприклад, Bungie, компанія, яка створила серію Halo виключно для Xbox).

## Типи

### First-party developer (розробка ексклюзивних відеоігор)
В ігровій індустрії ексклюзивними розробниками відеоігор є компанії, які виробляють ігрову консоль та розробляють відеоігри виключно для цієї консолі. Провідні розробники можуть використовувати назву самої компанії (наприклад, Nintendo), конкретну автономну назву (наприклад, Sony Polyphony Digital) або назву колишньої незалежної студії до того, як вона була придбана виробником консолі (наприклад, Rare або Naughty Dog).

### Second-party developer
Вторинний розробник — це розмовний термін, який часто використовують ентузіасти ігор та ЗМІ для опису двох різних видів студій розробників ігор:
1. Автономні студії, які беруть контракти на розробку від власників певної платформи. Їх конструкції зазвичай створюються виключно для цієї платформи.
2. Студії, які частково або повністю належать власникам платформи (також відомі як дочірні компанії). Їх дизайн зазвичай також створюється виключно для цієї платформи.

Насправді, це гра першого типу (оскільки вона фінансується власником платформи, якому належить отримана IP), але цей термін допомагає відрізнити незалежні студії від студій, які безпосередньо належать власнику платформи. Ці студії можуть мати ексклюзивні права на публікацію, зберігаючи при цьому незалежність. Приклади включають Insomniac Games (які раніше, як незалежна студія, розробляли ігри виключно для платформи Sony PlayStation), ADK для консолей SNK, Rareware для Nintendo, а пізніше і Microsoft, та Game Freak (яка насамперед розробляє ексклюзивну серію Pokemon для Nintendo).

### Third-party developers (Сторонні розробники)
У 1979 році Activision став першим розробником сторонніх відеоігор. Видавець та розробник роблять значний внесок у розробку контенту гри. Однак побажання видавця зазвичай вносять корективи у дії розробника.
Ділова угода між розробником та видавцем регулюється контрактом, який визначає часові рамки для кожного етапу процесу розробки гри. Поетапно перевіряючи, видавець переконується, що робота просувається з необхідною швидкістю, щоб гарантувати, що гра буде завершена до оголошеної дати, а також може відрегулювати виробництво, якщо гра на будь-якому етапі не відповідає очікуванням. Коли кожен етап завершується (і затверджується), видавець виплачує розробнику аванс відповідно до контракту. Успішні розробники можуть підтримувати кілька проєктів розробки для різних ігор для різних видавців. В цілому, однак, сторонні розробники мають тенденцію бути невеликими, згуртованими командами. Розробка сторонніх ігор дуже мінлива, оскільки невеликі розробники можуть залежати від доходу від одного видавця. Одна скасована гра може стати руйнівною для невеликої команди розробників. Таким чином, багато компаній-розробників малих ігор мають короткий термін служби.
Досить поширена та ефективна стратегія для розробників відеоігор — продати компанію видавцю, одночасно стаючи розробником у всій компанії, включаючи як видавничу справу, так і розвиток. Внутрішні команди розробників, як правило, мають більшу свободу в дизайні і контенті ігор, ніж сторонні розробники. Однією з причин є те, що оскільки розробники є працівниками видавництва, їх інтереси зазвичай збігаються з інтересами видавця.
В останні роки великі видавці зазвичай співпрацюють з кількома сторонніми розробниками. Хоча ці команди розробників офіційно стають внутрішніми, вони часто продовжують працювати в автономному режимі (зі своєю культурою та стилем роботи). Приклади включають Activision, який придбав Raven (1997); Neversoft (1999), який об’єднався з Infinity Ward у 2014 році; Z-Axis (2001); Treyarch (2001); Luxoflux (2002); Shaba (2002); Infinity Ward (2003) та Vicarious Visions (2005). Усі ці розробники продовжують працювати стільки, скільки вони працювали до придбання або злиття, основні відмінності полягають у ексклюзивності та фінансових деталях. Видавці, як правило, більш ніжні зі своїми командами, ніж із сторонніми розробниками, коли вони не дотримуються термінів.
Розробник не може бути оригінальною організацією, яка створює компоненти програмного забезпечення. Зазвичай він надає зовнішні пристрої, які допомагають організувати (або використовувати) інформацію для основних програмних продуктів. Ці інструменти можуть бути базами даних, IP-телефонією або програмним забезпеченням. Хорошим прикладом цього є SpeedTree, розроблений компанією Interactive Data Visualization Inc.
Інший приклад — той факт, що навушники для консолей не виробляються виробником самої консолі. Turtle Beach є виробником гарнітурів для PlayStation 3 та Xbox 360, а тепер також Xbox One та PlayStation 4.

### Незалежні розробники
Незалежні розробники програмного забезпечення — це розробники, які не залежать (і не володіють) жодним видавцем. Деякі незалежні розробники самостійно публікують свої ігри на основі думок та попиту в Інтернеті, надаючи рекламу. Без великих маркетингових проєктів з великих видань такі продукти, як правило, мають меншу популярність, ніж великі видавці, такі як Sony, Microsoft або Nintendo, але з появою цифрового розповсюдження недорогих ігор для ігрових приставок це стало реальністю для незалежних розробників зробити їх ігри широкодоступними за допомогою угод з виробниками консолей.
Інші незалежні розробники створюють ігрове програмне забезпечення для назв ігор для різних ігрових консолей. Однак ця модель останнім часом занепадає, оскільки великі видавці, такі як Electronic Arts та Activision, все частіше звертаються до власних розробників (зазвичай це колишні незалежні розробники, придбані для їх розробки).

## Якість життя
Розробка відеоігор зазвичай проводиться у невимушеному діловому середовищі, а самі розробники носять футболку та сандалі. Багато працівників вважають цей тип середовища приємним для продуктивності. Однак розвиток зазвичай вимагає ненормованого робочого часу. Іноді розробники не витримують такого стресу.
Програміст початкового рівня може заробляти[де?][коли?] в середньому понад 66 000 доларів на рік, якщо видавнича компанія досягне певних успіхів. Досвідчений розробник, залежно від своїх знань та досвіду, заробляє приблизно 73 000 доларів (2007). Розробники інді-ігор можуть заробляти від 10 000 до 50 000 доларів на рік залежно від того, наскільки успішними є їхні проєкти. Таким чином, на ранніх стадіях розвитку деякі розробники можуть жити на межі бідності.
Розробка ігор пов'язана не тільки з індустрією програмного забезпечення, але і з індустрією розваг; більшість різновидів індустрії розваг (наприклад, кіно та телебачення) вимагають від своїх співробітників тривалого робочого часу та самовідданості. Творчі винагороди забезпечують послідовну роботу, створюючи конкурентний ринок праці, який вимагає від працівників високого рівня прихильності та продуктивності. Такі спільноти, як Міжнародна асоціація розробників ігор (МАРІ), стурбовані тим, що умови праці в цій галузі спричиняють значне погіршення якості життя працівників.

### «Час кризи»
Деяких розробників відеоігор (наприклад, Electronic Arts) звинувачують у надмірному залученні співробітників у критичну за часом кризу. «Час кризи» (англ. «Crunch time» — це момент, коли команда повинна пропустити дедлайн гри. Складність роботи полягає в нематеріальному, у художніх та естетичних вимогах відеоігор, які ускладнюють передбачення термінів розвитку.
«Криза» була підкреслена в 2004 році в блозі під назвою «ea_spouse». Протест опублікувала Ерін Хоффман (наречена розробника Electronic Arts Ліндер Хасті), яка стверджувала, що її життя опосередковано зруйноване політикою роботи компанії. Це викликало багато обговорень, але помітних змін не було до березня 2005 року, тоді Electronic Arts оголосила, що планує збільшити оплату надурочних робіт для деяких співробітників. Пізніше Хасті та Гофман приєдналися до незалежної студії (1st Playable Productions) та заснували Gamewatch — вебсайт для обговорення внутрішнього середовища індустрії розробки відеоігор. Оскільки сімейні обов’язки стають все більш пріоритетними для старших розробників відеоігор, багато компаній пропонують різні способи вирішення криз розвитку, пов’язаних із часом.